# 严我斯
嚴我斯（1629年—？），字就斯，一字存庵，浙江归安（今湖州）人。
生於明崇禎二年（1629年），康熙三年（1664年）甲辰科進士狀元，歷任修撰、山東鄉試主考官。官至禮部左侍郎。卒年不詳。
能詩，有《尺五堂诗删》6卷。